# Oxidació enzimàtica

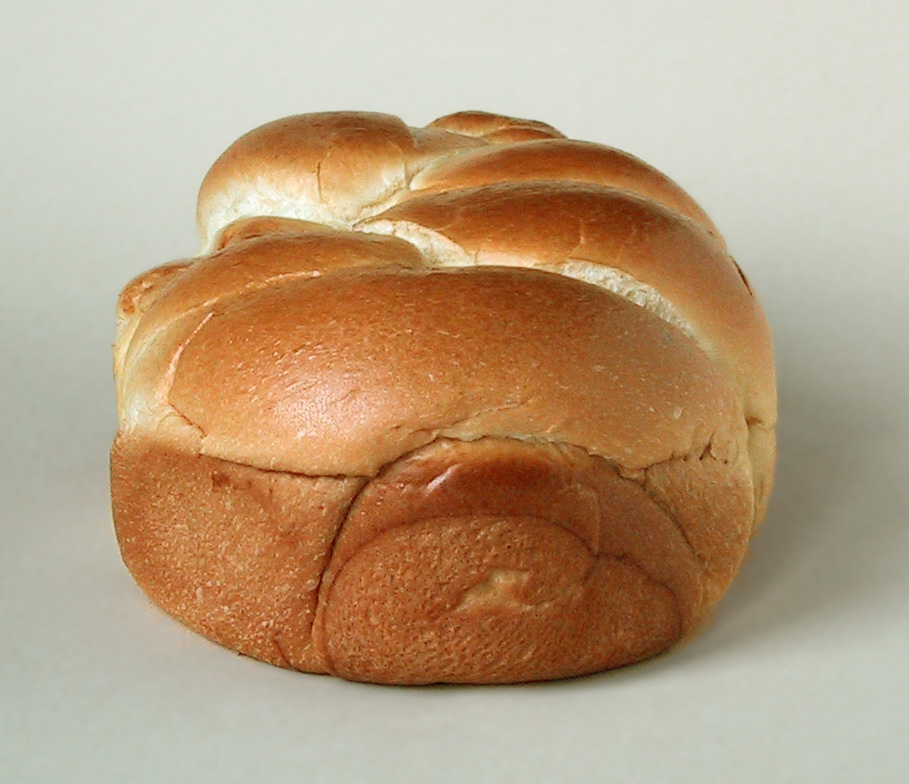
La crosta del pa de brioche, és de color marró daurat per la reacció de Maillard

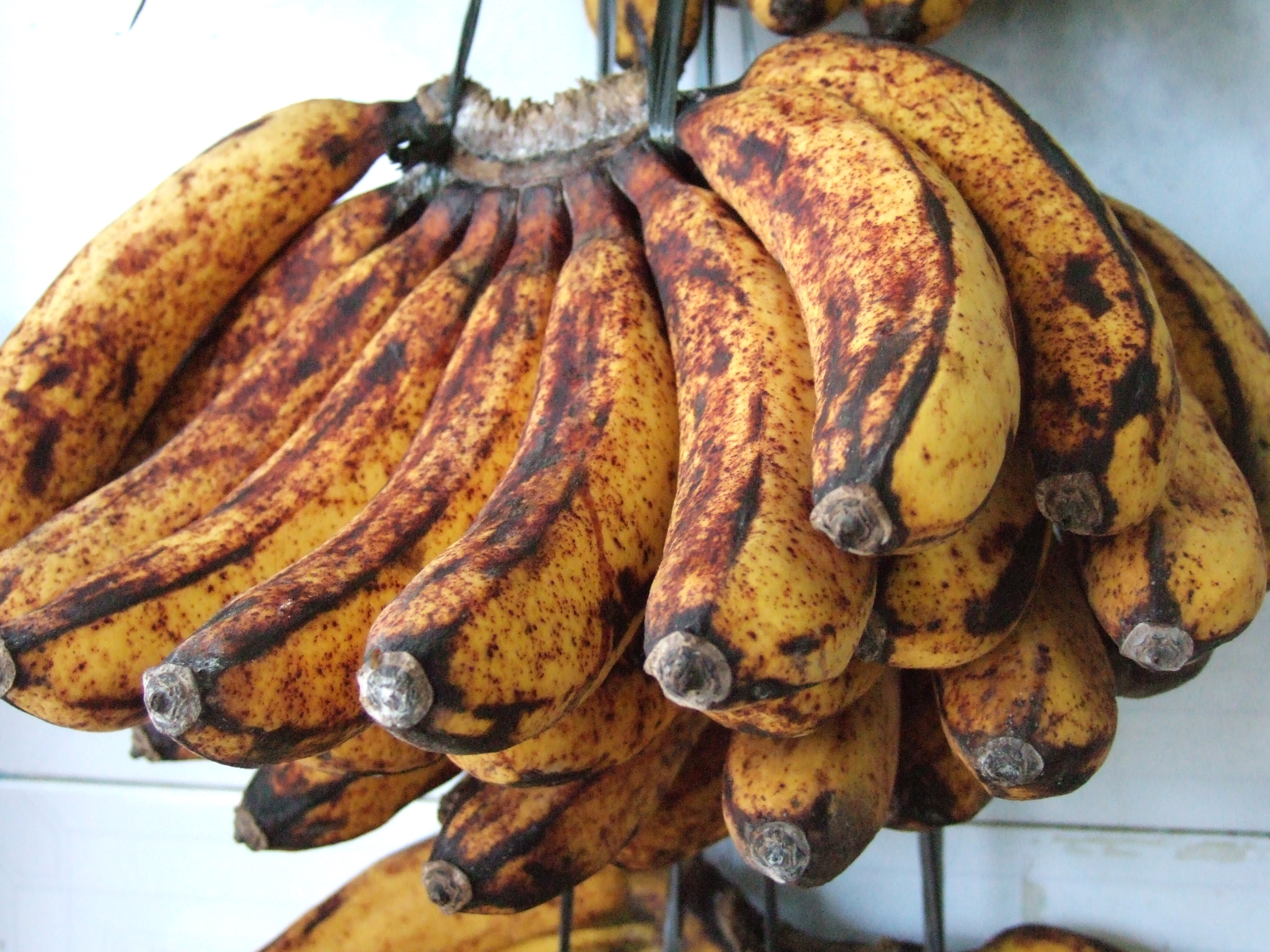
Un exemple d'oxidació enzimàtica en la pell de les bananes

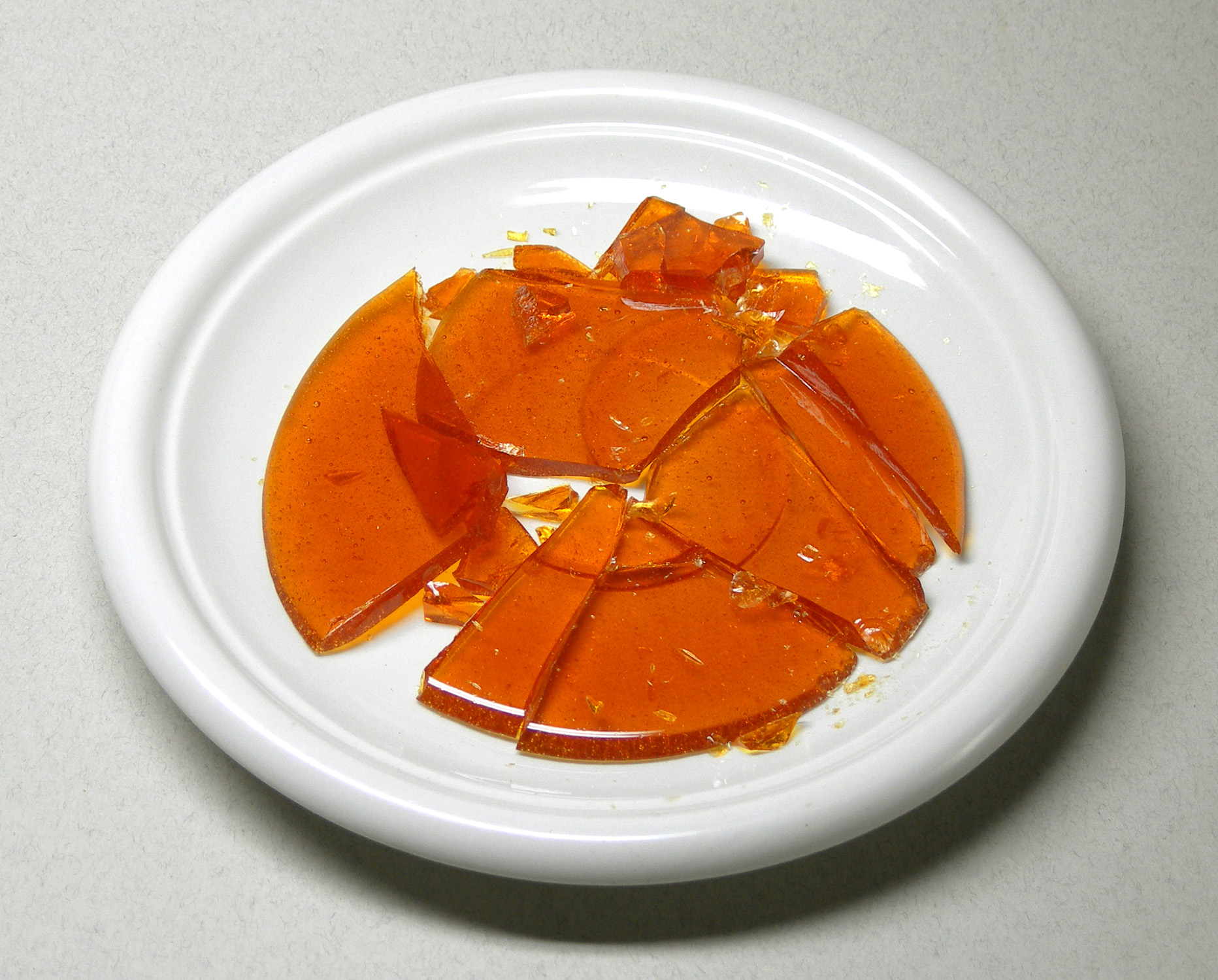
Caramel·lització de la sacarosa: el color marró és el resultat de la caramel·lització, donat que la sacarosa normalment és incolora

L'oxidació enzimàtica, enrossiment enzimàtic o embruniment enzimàtic és el procés de passar a ser de color bru, i especialment es refereix als aliments. L'embruniment dels aliments pot ser desitjable, com en el cas de la caramel·lització, o ser indesitjable, com en la poma que es torna marró després d'haver-la tallat. Els aliments, incloent-hi les begudes es poden tornar bruns pel procés d'oxidació enzimàtica i també per processos no enzimàtic.
L'embruniment enzimàtic és un procés químic que implica la polifenol oxidasa, la catecol oxidasa i altres enzims que creen melanina i benzoquinona, que dona com a resultat un color bru. Aquest embruniment enzimàtic normalment requereix l'exposició a l'oxigen, com en l'embruniment que passa en la poma tallada.
L'embruniment enzimàtic pot ser beneficiós per:
- Desenvolupar sabors en el te
- Desenvolupar color i sabor en els fruits secs com la figa i el raïm.

L'embruniment enzimàtic sovint és perjudicial en la fruita fresca i les hortalisses, incloent-hi pomes, patates i bananes; i en marisc com les gambes. Hi ha una gran varietat de tècniques per evitar l'embruniment enzimàtic:
- El suc de la llimona i d'altres àcids abaixen el pH i treuen el cofactor del coure que és necessari per al funcionament dels enzims de l'embruniment
- escaldar per desnaturalitar enzims i destruir els reactius responsables
- Les baixes temperatures també eviten l'embruniment enzimàtic reduint la taxa de reacció.
- Gasos inerts com el nitrogen, eviten la presència de l'oxigen necessari per a la reacció
- Productes químics com el bisulfit de sodi i els citrats

## Embruniment no enzimàtic
L'embruniment no enzimàtic o oxidatiu, és un procés químic que produeix un color marró en els aliments sense que hi intervinguin els enzims. Les dues formes principals són la caramel·lització i la reacció de Maillard. Les dues varien en la taxa de reacció en funció de l'activitat de l'aigua.